# Rennie Fritchie
Pour les articles homonymes, voir Fritchie.
 (mars 2021).
Irene Tordoff Fritchie (née Fennell; née le 29 avril 1942 à Fife, Écosse), connue sous le nom de Rennie Fritchie, est une femme politique britannique.

## Biographie
Irene Tordoff Fennell, fille de Charles Frederick Fennell, fait ses études à la Ribston Hall Grammar School for Girls à Gloucester et a une longue carrière dans la formation et le développement. Elle occupe divers postes, dont celui de commissaire aux nominations publiques de 1999 à 2005 et de présidente de la Pennell Initiative for Women's Health in Later Life.
Dans les années 1970, elle est l'une des premières conseillères à plein temps à la formation des femmes et est la pionnière de la formation du personnel de la nouvelle Commission pour l'égalité des chances. Grâce à une bourse Marshall allemande décernée en 1985, elle tire des leçons des États-Unis pour le Royaume-Uni pour des programmes visant à améliorer la condition de la femme. Elle publie de nombreux articles sur ces sujets et contribue régulièrement à ce sujet à des programmes télévisés et radiophoniques. Elle devient Présidente de Nominet en 2010.
Elle occupe un certain nombre de postes à l'extérieur du gouvernement. Elle est titulaire d'une chaire honorifique en leadership créatif à l'Université York et est pro-chancelière à l'Université Southampton, commissaire de la fonction publique et vice-présidente de la Stroud and Swindon Building Society. Active dans un certain nombre d'organisations caritatives, Fritchie reçoit des diplômes honorifiques de plusieurs institutions académiques.
Fritchie est présidente du 2gether NHS Foundation Trust dans le Gloucestershire, et en 2012 est nommée chancelière de l'Université du Gloucestershire.
En 1960, elle épouse Don Jamie Fritchie avec qui elle a deux enfants, l'aîné mourant en 1991. Elle est veuve en 1992.
Fritchie est faite Dame Commandeur de l'Ordre de l'Empire britannique lors des honneurs du Nouvel An de 1996. Le 31 mai 2005, elle est pair à vie en tant que baronne Fritchie, de Gloucester dans le comté de Gloucestershire, et elle siège comme un crossbencher à la Chambre des lords. Elle démissionne de la chambre des Lords le 1er juillet 2024